# Фария, Родриго
Родри́го Фари́я (порт.-браз. Rodrigo Faria; 24 февраля 1977, Рио-де-Жанейро, Бразилия) — бразильский футболист, нападающий.

## Биография
Фария начинал занятия футболом в академиях бразильских клубов «Фламенго» и «Васко да Гама». Позднее он приехал в США, где в 1999 году, обучаясь в Конкордия-колледже, в 19 матчах в составе студенческой команды забил 24 гола.
На Супердрафте MLS 2001 Фария был выбран во втором раунде под общим 13-м номером клубом «Метростарз». В своём первом сезоне в MLS он забил 8 голов в 21 матче, и был назван Новичком года. В следующем сезоне 2002 года он отличился 12 раз в 28 матчах, став лучшим бомбардиром клуба.
22 октября 2002 года «Метростарз» приобрели у «Чикаго Файр» главного тренера Боба Брэдли, отдав в качестве компенсации Фарию с драфт-пиком.
20 августа 2003 года «Чикаго Файр» обменял Фарию в «Сан-Хосе Эртквейкс» на драфт-пик. Он забил «золотой гол» в овертайме второго матча полуфинала Западной конференции против «Лос-Анджелес Гэлакси», который стал его единственным голом в сезоне. Вместе с «Эртквейкс» Фария стал победителем Кубка MLS 2003. В начале 2004 года игрок не явился на предсезонный сбор клуба.
По сведениям на 2013 год, Фария проживал в родном Рио-де-Жанейро и управлял собственным бизнесом в области спортивного маркетинга.

## Достижения
Командные
 «Сан-Хосе Эртквейкс»
- Чемпион MLS (обладатель Кубка MLS): 2003

Личные
- Новичок года в MLS: 2001